# Desafio de Clubes da UEFA–CONMEBOL
O Desafio de Clubes da UEFA–CONMEBOL foi um torneio de futebol organizado pela CONMEBOL e  UEFA, disputado pelo vencedor da Liga Europa da UEFA e o vencedor da Copa Sul-Americana.
Realizado em partida única, é equivalente à antiga Supercopa Euroamericana, que possuía as mesmas formas de classificação. Foi lançado e jogado em 2023, como parte de um memorando de entendimento entre a CONMEBOL e a UEFA.
A única edição foi batizada de Antonio Puerta XII em homenagem ao jogador do Sevilla, que faleceu tragicamente, em 2007, devido a uma parada cardíaca, durante um jogo contra o Getafe. Além do título, o campeão do Desafio de Clubes da UEFA–CONMEBOL de 2023 foi premiado com a taça oficial do torneio e o troféu Antonio Puerta XII.

## História
Em 12 de fevereiro de 2020, a UEFA e a CONMEBOL assinaram um memorando de entendimento renovado com o objetivo de aprimorar a cooperação entre as duas organizações. Como parte do acordo, um comitê conjunto UEFA–CONMEBOL examinou a possibilidade de organizar jogos intercontinentais entre Europa e América do Sul, tanto para futebol masculino quanto feminino e em várias faixas etárias.
Em 15 de dezembro de 2021, a UEFA e a CONMEBOL assinaram novamente um memorando de entendimento renovado com duração até 2028, que incluía disposições específicas sobre a abertura de um escritório conjunto em Londres e a possível organização de vários eventos futebolísticos.
Após uma série de novos eventos entre as equipes das duas confederações, em 7 de julho de 2023, a UEFA e a CONMEBOL confirmaram que os vencedores da Liga Europa da UEFA e da Copa Sul-Americana se enfrentariam em uma partida intercontinental. O Desafio de Clubes da UEFA–CONMEBOL pode ser considerado um sucessor da Supercopa Euroamericana, torneio amistoso disputado duas vezes, 2015 e 2016, criado pela DirecTV.
O caráter do torneio é controverso: a CONMEBOL o considerou como oficial, pois envolve os campeões legítimos da Liga Europa da UEFA e Copa Sul-Americana, sendo chancelado por ambas confederações; a UEFA, por sua vez, o descreveu como amistoso, devido ao acordo entre os clubes da primeira edição, para ter substituições ilimitadas.
O campeão foi o clube espanhol Sevilla, que venceu o equatoriano Independiente del Valle por 4 a 1 nos pênaltis, após um empate de 1 a 1. Em razão das diferenças de calendário, o sul-americano jogava como campeão da edição passada de sua copa classificatória, enquanto o europeu fora campeão continental no mesmo ano do tira-teima.
Não foi realizado em 2024, indicando possível encerramento após uma única edição.

## Campeões
| Ano           | Final                         | Final              | Final                                      | Local(is) e data(s)                          |
| Ano           | Campeão                       | Placar(es)         | Vice-campeão                               | Local(is) e data(s)                          |
| ------------- | ----------------------------- | ------------------ | ------------------------------------------ | -------------------------------------------- |
| 2023 Detalhes | Sevilla Europa League 2022–23 | 1 – 1 4 — 1 (pên.) | Independiente del Valle Sul-Americana 2022 | Ramón Sánchez Pizjuán, Sevilha (19 de julho) |